# Eva Dundáčková
Eva Dundáčková (* 11. června 1964 Plzeň) je česká právnička a politička, v letech 1998–2010 poslankyně Poslanecké sněmovny za Občanskou demokratickou stranu.

## Biografie
V roce 1986 vystudovala Právnickou fakultu Univerzity Karlovy. V letech 1986 až 1998 pracovala jako právnička se zaměřením na obchodní, pracovní a správní právo.
Ve volbách v roce 1998 byla zvolena do poslanecké sněmovny za ODS (volební obvod Středočeský kraj). Obhájila mandát ve volbách v roce 2002 a volbách v roce 2006. Ve sněmovně setrvala do voleb v roce 2010. V letech 1998–2010 byla členkou sněmovního ústavněprávního výboru (v letech 2007–2010 jeho místopředsedkyní). V letech 2002–2006 byla rovněž předsedkyní mandátového a imunitního výboru (v letech 2006–2010 jeho místopředsedkyní). Byla i stínovou ministryní spravedlnosti ODS za sociálnědemokratických vlád.
Angažovala se i v místní politice. V komunálních volbách roku 2002 byla zvolena do zastupitelstva města Příbram za ODS. Již předtím sem neúspěšně kandidovala v komunálních volbách roku 1994 (tehdy jako bezpartijní na kandidátní listině ODA). Opětovně se o zvolení do příbramského zastupitelstva pokoušela v komunálních volbách roku 2010. V té době již ale opustila ODS a objevila se jako bezpartijní na kandidátce Strany svobodných občanů. Profesně se uváděla jako advokátka. Zvolena ale nebyla.
V roce 2010 ji prezident Václav Klaus navrhl Poslanecké sněmovně jako kandidátku na funkci Veřejného ochránce práv, ale zvolena nebyla.
Je rozvedená a má dva syny, Jana (* 1984) a Jakuba (* 1995).